# Кропотов, Андрей Фролович
Андрей Фролович Кропотов (1780 — 13 (25) апреля 1817, Пропойск) — русский писатель и издатель.

## Биография
Из дворян. Окончил Морской кадетский корпус (1796), служил в Кронштадте и на кораблях Балтийского флота. В 1804 «по худой аттестации» был уволен из службы. Затем, возможно, служил по гражданской части (точных сведений нет). Пытался зарабатывать литературным трудом, но умер в бедности, оставив вдову с грудным ребёнком.
Сын — Кропотов, Дмитрий Андреевич (1817—1875), военный историк, литератор.

## Литературная и журналистская деятельность
Начал литературную деятельность ещё во время службы на флоте, первую книгу опубликовал в 1803 г. Писал и переводил повести и стихи в мелодраматическом и шутливо-сатирическом роде.
В 1815 году издавал в Санкт-Петербурге журнал «Демокрит», в основном наполняя его своими произведениями, главной чертой которых являлась галлофобия.
В 1816 издавал журнал «Пантеон славных российских мужей», большую часть которого составляли биографии деятелей русской истории.

## Книги
- Ландшафт моих воображений. СПб., 1803. (Под криптонимом А. К.)
- Дух россиянки. Истинное русское происшествие. СПб., 1809. (Переизд.: Юлия // Демокрит. 1815. Кн. 2.)
- Чрезвычайные происшествия. Угнетённая добродетель, или Поросёнок в мешке. СПб., 1809. (Переизд.: В прозе и в стихах. СПб., 1831.)
- Жизнь графа Алексея Григорьевича Орлова-Чесменского, почерпнутая из достоверных российских и иностранных источников. СПб., 1816. (Фактически сокращённое издание одноимённой книги С. И. Ушакова, вышедшей в 1811 г.)